# Ennja
Artiom Nikitin (en ruso: Артём Никитин), conocido artísticamente como Ennja (8 de octubre de 1993 en Abakan, Rusia) es un productor de música electrónica ruso.
Sus inicios fueron allá por el año 2013, después de finalizar el servicio militar que decidió que su futuro sería ser productor de música electrónica, gracias a la influencia causada por sus músicos favoritos como Burial, Vacant o Phaeleh. Ennja fusiona varios estilos musicales entre los que se encuentran future garage, ambient, dubstep y chillout haciendo una música original, distinta y única.
Entre sus singles, cabe destacar su EP de debut, de nombre "Hollow".
El 29 de septiembre de 2017 publicó su álbum titulado "Let Go (Alone Remix)", de estilo UK Garage.